# 金陵十三钗
《金陵十三钗》（英語：The Flowers Of War），是2011年中国大陸导演张艺谋执导的战争题材电影，根据严歌苓的同名小说改编。影片前后筹备4年，邀请国际影星克里斯蒂安·贝尔担任男主角，及威廉姆斯战争特效团队幕后制作，羅禮賢任動作設計。电影于2011年12月15日在中国大陸上映。该片上映15天後即登上2011年的华语电影票房冠军。

## 剧情
1937年12月，南京被日軍攻佔，全城满目疮痍、遍地死尸，唯独只有一座天主教堂没有被占领。十几名正在前往教堂避难的教会女学生，在城门口受日军追逐过程中，由李教官率领的教导队放枪营救她们。然而为摧毁三辆日军九四式轻装甲车，教导队几近全队陣亡，仅幸存的李教官抬着重伤不起的小兵浦生，暂时跟着女学生的前进方向并躲在教堂附近视察。由孟书娟带头的三名女学生和队伍走散，在街上躲避过程中巧遇一位美国人约翰·米勒，由於同时面对过生死浩劫，她们便将约翰一同带去教堂。但后来，十四位秦淮河畔的风尘女子因为和教堂管理者老顾谈过交易，其答应会将她们收纳进教堂庇护，但由于老顾当日早已落跑，她们便集体越墙爬入教堂里，占据收藏葡萄酒的地下室。
夜晚，女学生们和女子们共同在厨房找食物时，女子们的领头玉墨因为也上过教会学校而说出一口流利英文，和约翰交流过程中谈好带领她们集体出城的协议。李教官被迫将受伤的浦生背至教堂地下室躲避，只希望能让他最后一刻能保持温暖，随后将路上捡到的女鞋还给祷告中的学生们。隔天早上，女学生们和三位女子因争厕所而起冲突，一群日军却放肆般的攻入教堂破坏，两名女学生因此丧生。昨晚喝醉的约翰在这危机情况之下醒悟，换上神父袍大喊这座“上帝之屋”不可放肆，但没有一名日军理会他。在外的李教官放枪将所有日军引出教堂后殊死抵抗，身负重伤之下还是将众日军引至他所在的建筑顶楼，最后引爆所有手榴弹炸毁整栋楼与日军同归于尽。袭击的发生使日军将领长谷川大佐带人前来慰问，表示他们会提供教堂任何所需并派兵看守。
安葬死者后，约翰决定帮助受委屈的女学生离开城市，正想办法发动教堂的一辆破旧卡车时，注意到书娟的父亲前来探望女儿，而书娟靠父亲佩戴的日本旗发现他是汉奸。孟先生离开前和约翰见面，约翰希望他能提供修卡车的工具以赎罪。不久，浦生因伤口腐烂而去世，约翰曾为已故女儿学过殡葬化妆，帮忙为死去浦生埋葬。然而，玉墨等女子突然发现她们当中两人豆蔻和香兰不见，胖美花才坦白她们坚持跑回秦淮河翠囍楼拿备用的琵琶弦和耳坠。因担心她们俩的安危，玉墨拜托约翰和随行的乔治去找她们。豆蔻和香兰虽然拿到想要的东西，但离开过程中集体被日军抓获，遭折磨和蹂躏之下被残忍杀害。去迟一步的约翰目睹惨况后只能取回琵琶弦，对玉墨等人说她们俩“没受过苦”。孟先生带着需要工具回到教堂给约翰，包括一个一次有效的出城通行证。
几天后，长谷川大佐回来教堂观看女学生唱歌，却突然改口强徵女学生去日军的庆功会演唱，说隔天下午会派人来带女学生走。而玉墨当中的小蚊子因找猫而无意间走进女学生行列，日军离开时数下十三人。所有人意识到这会是一条凶多吉少的不归路，小蚊子则是吓得跑掉，书娟认为走投无路而本想带头跳楼自尽，直到约翰和玉墨等人前来制止，玉墨说她们这些女子将会“代替”她们去，才将书娟一行人劝下来。玉墨最后说服全体女子隔天集体冒充并顶替女学生去庆功会，这个英勇举动也让女学生们对她们彻底改观，女子们最后为学生们弹唱一首《秦淮景》作为离别礼，并将豆蔻遗留的琵琶托付给书娟保留。约翰和玉墨互相表示爱意后独处一会，随后花一晚上时间为她们修饰头发等等工作，隔天却发现她们只有十二人，而乔治坚持要靠戴假发男扮女装加入行列来补充人数。
下午，日军带队前来取人，约翰对十三名“女学生”告别，为她们每人递送一件慰问物后目送她们离开。当孟先生前来希望他的女儿不要去庆功会时，刚目睹女儿不在队伍里，随即直接被佐藤中尉枪杀。日军走后，约翰没来得及埋葬孟先生，立刻让藏在地下室的书娟等人藏身于修好的卡车内部，上方由多数葡萄酒箱子掩盖好让她们不容易被发现。约翰启动卡车离开人去楼空的教堂，来到日军驻守的城市边境，用通行证以及交换几箱酒得以过关离开南京城。离开的路上，书娟无法预测舍身代替她们前去的女子们最后的结局，只能再次浮现出自己站在教堂窗前，目视她们走进教堂时的景象。

## 主演
| 演員            | 角色          |
| 克里斯蒂安·贝尔 | 约翰·米勒（John Miller） |
| 倪妮            | 玉墨          |
| 张歆怡          | 孟书娟        |
| 佟大为          | 李教官        |
| 黄天元          | 陈乔治        |
| 韩熙庭          | 怡春          |
| 李玥敏          | 豆蔻          |
| 白雪            | 香兰          |
| 袁杨纯子        | 小蚊子        |
| 孙佳            | 胖美花        |
| 曹可凡          | 孟先生        |
| 渡部笃郎        | 长谷川大佐    |
| 小林成男        | 佐藤中尉      |
| 黄海波          | 许大鹏        |
| 聶遠            | 軍人          |
| 朱良奇          | 浦生          |
| 山中崇          | 朝仓中尉      |
| 保罗·施耐德     | 泰瑞（Terry）      |

## 制作人员
- 导演：张艺谋
- 编剧：严歌苓/刘恒
- 文学策划：周晓枫
- 出品人/总监制：张伟平
- 监制：大卫·林迪，邓超英，江志强，史雷勇
- 制片主任：黄新明
- 原创音乐：陈其钢，约舒亚·贝尔
- 摄影指导：赵小丁
- 剪辑：孟佩璁
- 录音指导：陶经
- 美术设计：种田阳平
- 布景师：赤冢佳仁
- 服装设计：张叔平
- 视觉特效：乔斯·威廉姆斯，Peng Ke
- 表演指导：刘天池

## 票房成绩
本片于2011年12月15日晚上6点正式公映，首周三天半公映场次近5万7千场，观影人次370万，票房达到1.52亿元，位列当周票房榜冠军。次周观影人次475万，票房2.04亿元，累计达3.56亿元，蝉联票房冠军。影片在中国电影市场共蝉联四周票房冠军，第五周降至第四名，至2012年1月29日累计达到5.985亿元，最终票房突破6.1亿元人民币。本片是2011年的华语电影票房冠军。
本片的香港票房为975万元港币。

## 花絮
- 克里斯蒂安·贝尔是英国威尔士人，片中在演员介绍时误将其国籍标为“美国”。
- 张伟平透露替克里斯蒂安·贝尔找了一个培训半年的替身，但后来被贝尔拒绝。
- 影片中的中国演员超过大半都是第一次出演电影的新人，选拔培训长达兩年时间，公映后普遍受到演技的赞誉。
- 本片获得金球奖最佳外语片提名，為张艺谋第五次获得金球奖提名。

## 纪录片
一共五集的纪录片《张艺谋和他的金陵十三钗》於2011年视频網播出，该纪录片记录了《金陵十三钗》的幕后故事，包括巨星克里斯蒂安·贝尔在生活中活泼搞笑的一面以及好莱坞特效团队制作战争戏的精准到位，还有“十三钗”新人经历魔鬼训练后从完全业余到风情万种的过程。

## 评价
该片在豆瓣评分人次19万人，平均评分为8分，时光网评分人次1.8万人，平均评分为8.1分。该片在“烂番茄”网站则获得了41%的新鲜度，平均分为5.5分。

## 奖项及提名
| 頒獎典禮                       | 獎項                   | 名單           | 結果 |
| ------------------------------ | ---------------------- | -------------- | ---- |
| 第69届金球奖                   | 最佳外语片             | 金陵十三釵     | 提名 |
| 第59届美国音效剪辑者协会(MPSE) | “金卷轴”奖             |                | 獲獎 |
| 2012光线传媒娱乐现场           | 年度最具影响力电影作品 | 《金陵十三钗》 | 獲獎 |
| 第六届亚洲电影大奖             | 最佳电影               | 金陵十三釵     | 提名 |
| 第六届亚洲电影大奖             | 最佳导演               | 张艺谋         | 提名 |
| 第六届亚洲电影大奖             | 最佳新演员奖           | 倪妮           | 獲獎 |
| 第六届亚洲电影大奖             | 最佳编剧               | 刘恒、严歌苓   | 提名 |
| 第六届亚洲电影大奖             | 最佳原创音乐           | 陈其钢         | 提名 |
| 第六届亚洲电影大奖             | 最佳造型设计           | 张叔平         | 提名 |
| 第31届香港电影金像奖           | “最佳两岸华语电影”     | 金陵十三釵     | 提名 |
| 第3届中国“影协杯”              | 优秀电影剧本奖         | 严歌苓、刘恒   | 獲獎 |
| 第21届上海影评人奖             | 最佳女演员             | 倪妮           | 獲獎 |
| 第21届上海影评人奖             | 年度十佳电影           | 金陵十三釵     | 獲獎 |
| 第21届亚洲电影传媒奖           | 最佳新人奖             | 倪妮           | 獲獎 |
| 第21届亚洲电影传媒奖           | 最佳服装设计奖         | 张叔平         | 獲獎 |
| 第15届中国电影华表奖           | 优秀故事片奖           | 金陵十三釵     | 獲獎 |

## 相關
- 四十九日·祭